# Уотерлу (Айова)
Уотерлу (англ. Waterloo) ― город в штате Айова, на берегу реки Сидар, административный центр округа Блэк-Хок. По состоянию на 2020 год в городе проживало 67 314 человек. 
Уотерлу ― восьмой по величине город Айовы.

## История

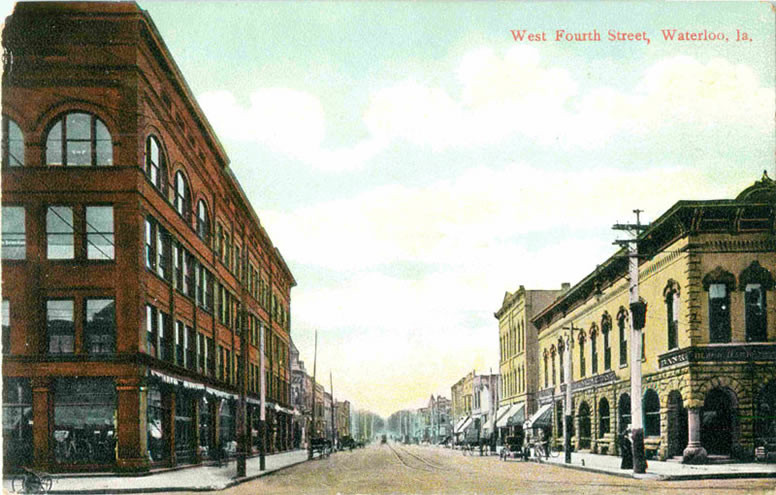
Запад 4-я стрит, 1910 год

До 1845 года Уотерлу назывался Прери-Рапидс-Кроссинг. В 1868 году Уотерлу получил статус города.
С 1895 по 1915 год население города увеличилось с 8 490 до 33 097 человек, то есть на 290%. С 1925 по 1960 год его население увеличилось с 36 771 до 71 755 человек.
В июне 2008 года в Уотерлу произошло сильное наводнение.

## Население
| Год переписи               | Нас.  |       | %±     |
| -------------------------- | ----- | ----- | ------ |
| 1870                       | 4337  |       | —      |
| 1880                       | 5630  |       | 29,8%  |
| 1890                       | 6674  |       | 18,5%  |
| 1900                       | 12580 |       | 88,5%  |
| 1910                       | 26693 |       | 112,2% |
| 1920                       | 36230 |       | 35,7%  |
| 1930                       | 46191 |       | 27,5%  |
| 1940                       | 51743 |       | 12%    |
| 1950                       | 65198 |       | 26%    |
| 1960                       | 71755 |       | 10,1%  |
| 1970                       | 75533 |       | 5,3%   |
| 1980                       | 75985 |       | 0,6%   |
| 1990                       | 66467 |       | −12,5% |
| 2000                       | 68747 |       | 3,4%   |
| 2010                       | 68406 |       | −0,5%  |
| 2018                       | 67798 | [ 7 ] | −0,9%  |
| 1870–2018 Iowa Data Center |       |       |        |

Согласно переписи 2010 года, в городе проживало 68 406 человек в 28 607 домохозяйствах в составе 17 233 семей. Плотность населения составляла 418 человек/км².
Расовый состав населения:
- 77,3% белых
- 15,5% чёрных или афроамериканцев
- 1,1% азиатов
- 0,3% выходцев с тихоокеанских островов
- 0,3% коренных американцев
- 2,6% лиц других рас

Доля испаноязычных составила 5,6% всех жителей.
По возрастному диапазону население распределялось следующим образом: 23,7% ― лица младше 18 лет, 62,3% ― лица в возрасте 18-64 лет, 14,0% ― лица в возрасте 65 лет и старше. Средний возраст жителя составил 35,9 лет. На 100 человек женского пола в городе приходилось 94,0 мужчины.
Средний доход на одно домашнее хозяйство составил 53 120 долларов США (медиана – 41 933), а средний доход на одну семью – 62 946 долларов (медиана – 52 366). Средний доход составлял 40457 долларов у мужчин и 32020 долларов у женщин. За чертой бедности находилось 17,6% человек, в их числе 25,8% детей в возрасте до 18 лет и 7,2% в возрасте 65 лет и старше.
Трудоустроенное население составляло 32 270 человек. Основные области занятости: образование, здравоохранение и социальная помощь ― 23,0%, производство ― 21,8%, розничная торговля ― 12,5%, искусство ― 8,5%.

## Транспорт
Через Уотерлу проходит трасса I-380 (англ.).

## Достопримечательности

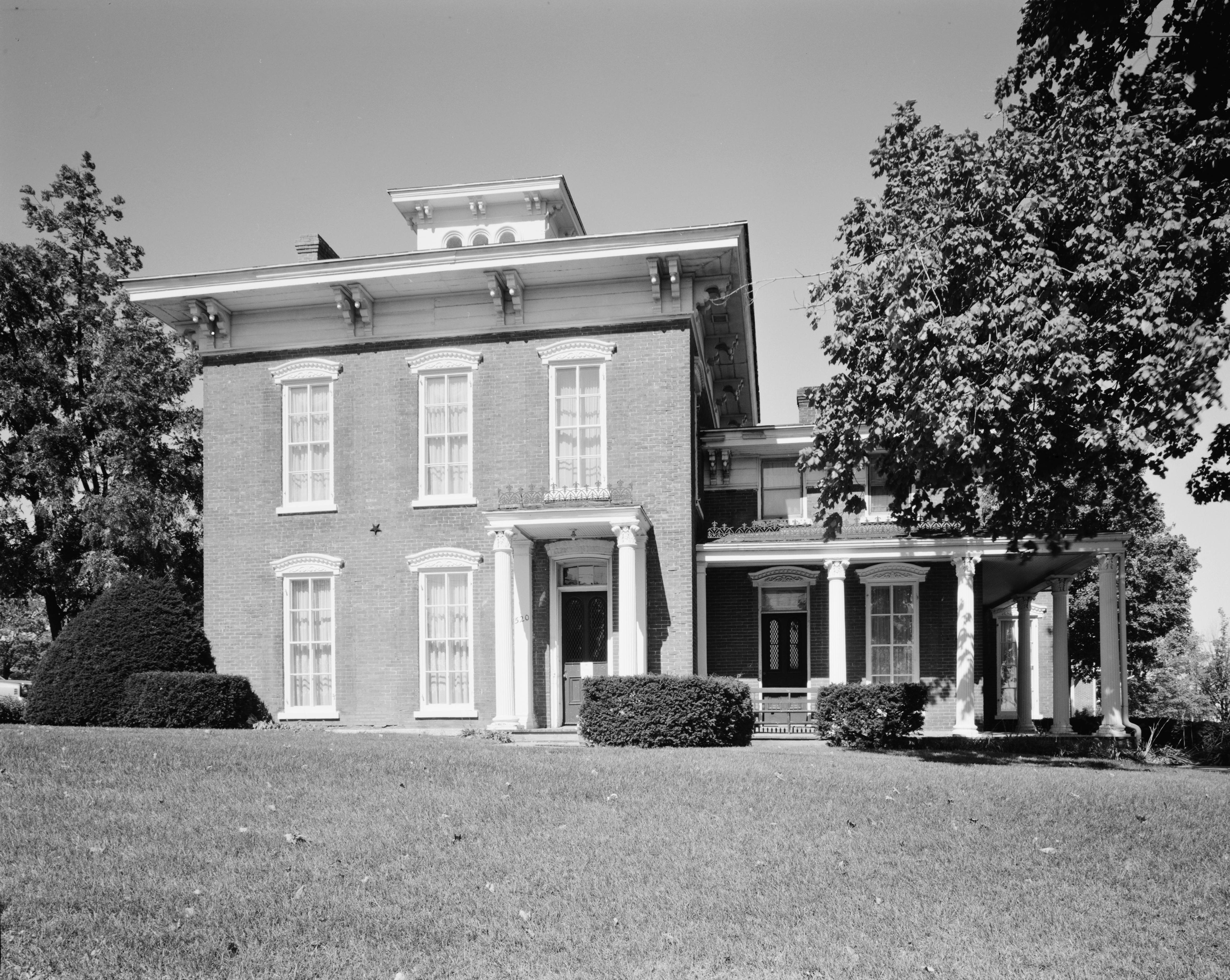
Дом Ренсселера Рассела, построен в 1858 году
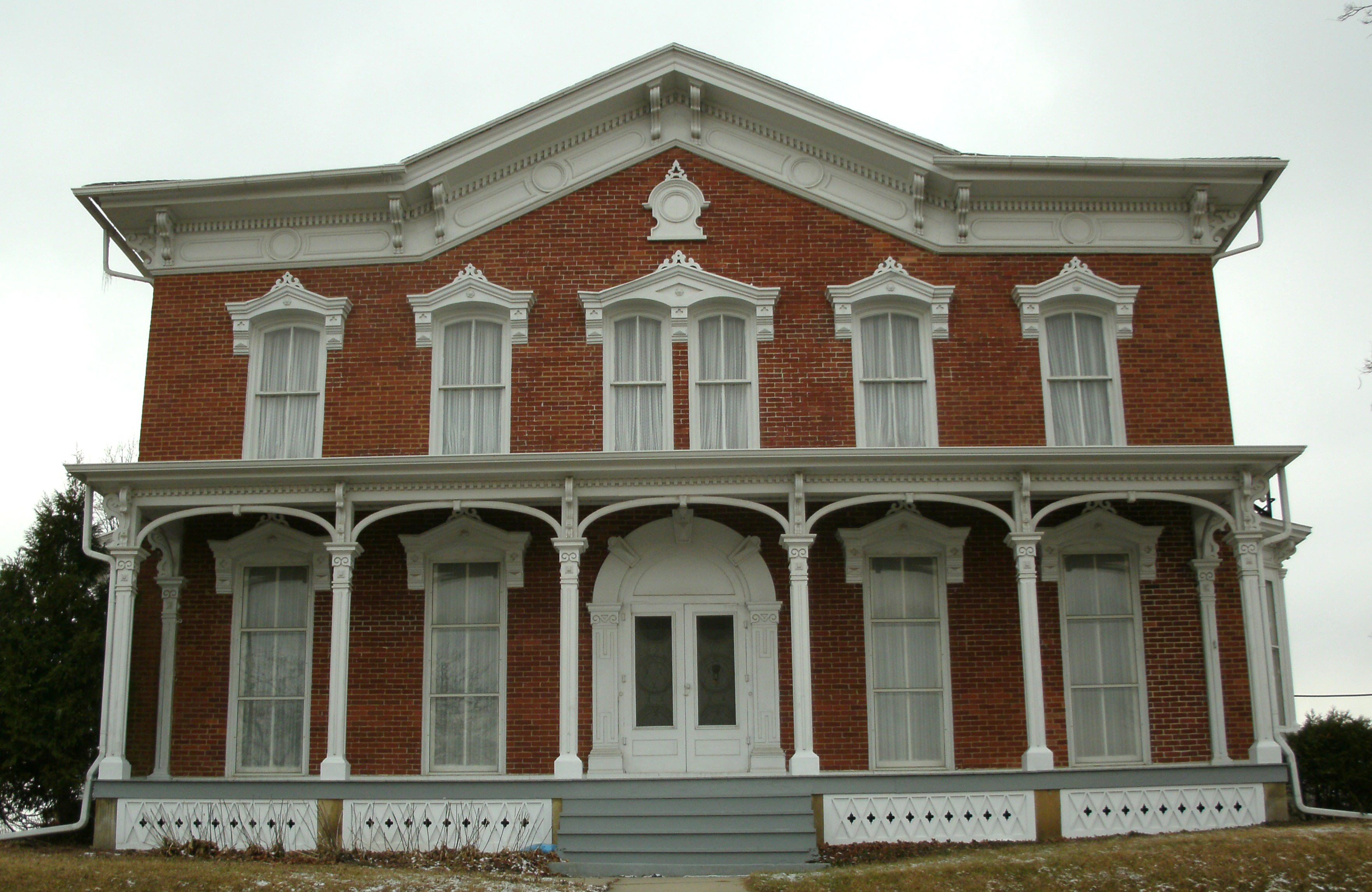
Дом Сноудена, построен в 1875 году
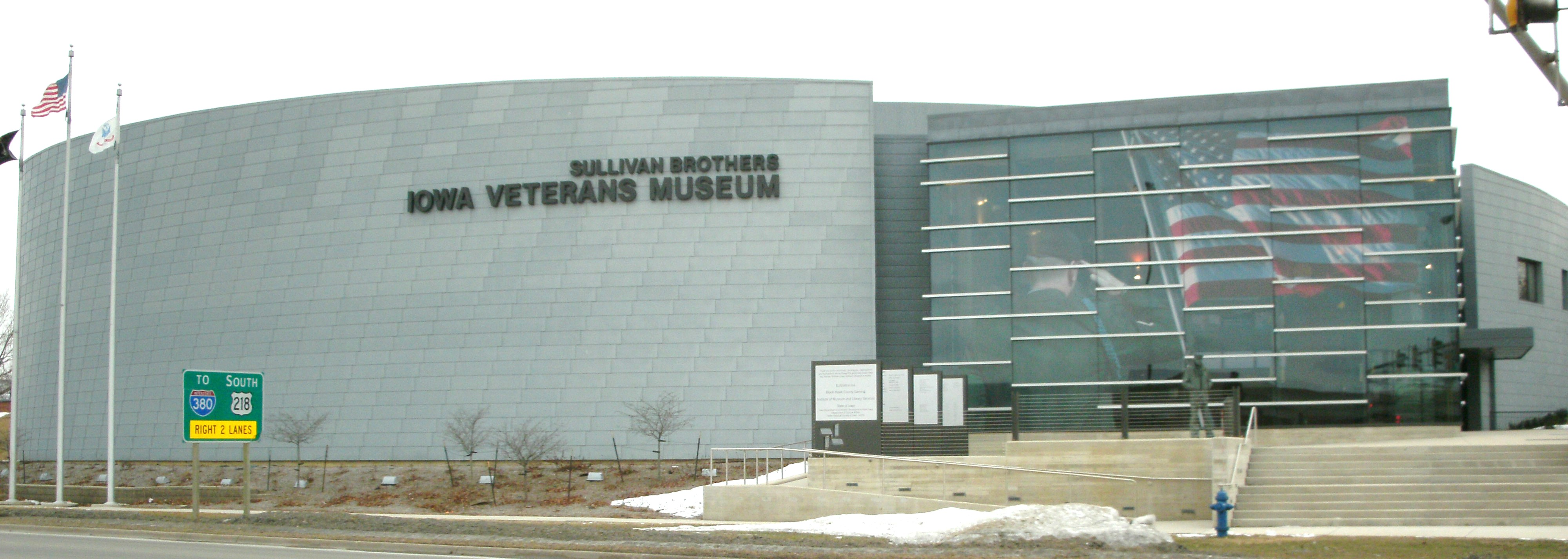
Музей братьев Салливан